# أوجين جانسون
أوجين جانسون (بالسويدية: Eugène Jansson)‏ هو رسام سويدي، ولد في 18 مارس 1862 في Jakob parish ‏ في السويد، وتوفي في 15 يونيو 1915 في  في السويد بسبب نزف مخي.

## وصلات خارجية
- أوجين جانسون على موقع ميوزك برينز (الإنجليزية)